# Episodi di Kally's Mashup (seconda stagione)
La seconda stagione di Kally's Mashup, composta da 45 episodi e due speciali, è andata in onda in America Latina su Nickelodeon dal 18 febbraio al 19 aprile 2019.
La stagione era già stata trasmessa precedentemente in Brasile su Nickelodeon dal 22 ottobre al 21 dicembre 2018.
In Italia, la stagione è stata trasmessa da DeA Kids dal 25 febbraio al 5 luglio 2019. In chiaro, la stagione va in onda dal 18 novembre 2019 su Super!.
| nº       | Titolo originale                | Titolo italiano               | Prima TV America Latina | Prima TV Brasile | Prima TV Italia  |
| -------- | ------------------------------- | ----------------------------- | ----------------------- | ---------------- | ---------------- |
| 1        | Clave de sol                    | La chiave di sol              | 18 febbraio 2019        | 22 ottobre 2018  | 25 febbraio 2019 |
| 2        | El grupo de Kally               | È tempo di cambiare           | 19 febbraio 2019        | 23 ottobre 2018  | 26 febbraio 2019 |
| 3        | Cold Open                       | Guerra tra spie               | 20 febbraio 2019        | 24 ottobre 2018  | 27 febbraio 2019 |
| 4        | Una propuesta especial          | L'innocenza di Gloria         | 21 febbraio 2019        | 25 ottobre 2018  | 28 febbraio 2019 |
| 5        | What it Feels Like              | Una canzone per Kally e Dante | 22 febbraio 2019        | 26 ottobre 2018  | 1º marzo 2019    |
| 6        | Audición interna del Allegro    | L'appuntamento                | 25 febbraio 2019        | 29 ottobre 2018  | 4 marzo 2019     |
| 7        | Rumores en Allegro              | Troppo da fare                | 26 febbraio 2019        | 30 ottobre 2018  | 5 marzo 2019     |
| 8        | Desafío musical                 | Troppi impegni da fare        | 27 febbraio 2019        | 31 ottobre 2018  | 6 marzo 2019     |
| 9        | Kally vs. Cindy                 | Competizione sleale           | 28 febbraio 2019        | 1º novembre 2018 | 7 marzo 2019     |
| 10       | Go                              | Le scarpe strette             | 1º marzo 2019           | 2 novembre 2018  | 8 marzo 2019     |
| 11       | Su música es mi sueño           | La tua musica è il mio sogno  | 4 marzo 2019            | 5 novembre 2018  | 11 marzo 2019    |
| 12       | Revelación                      | Rivelazioni                   | 5 marzo 2019            | 6 novembre 2018  | 12 marzo 2019    |
| 13       | Mensajes misteriosos            | Messaggi misteriosi           | 6 marzo 2019            | 7 novembre 2018  | 13 marzo 2019    |
| 14       | Vuelta inesperada               | Un ritorno inaspettato        | 7 marzo 2019            | 8 novembre 2018  | 14 marzo 2019    |
| 15       | Después de bailar               | Il temporale                  | 8 marzo 2019            | 9 novembre 2018  | 15 marzo 2019    |
| 16       | Una solución complicada         | La grande occasione           | 11 marzo 2019           | 12 novembre 2018 | 18 marzo 2019    |
| 17       | Cambio de planes                | Un cambio di piano            | 12 marzo 2019           | 13 novembre 2018 | 19 marzo 2019    |
| 18       | Un paseo divertido              | L'amico immaginario           | 13 marzo 2019           | 14 novembre 2018 | 20 marzo 2019    |
| 19       | Un éxito inesperado             | Una sorpresa per Kally        | 14 marzo 2019           | 15 novembre 2018 | 21 marzo 2019    |
| 20       | La batalla                      | Il regalo di Pablo            | 15 marzo 2019           | 16 novembre 2018 | 22 marzo 2019    |
| 21       | Dally                           | Troppo da fare                | 18 marzo 2019           | 19 novembre 2018 | 25 marzo 2019    |
| 22       | Luchando por el Allegro         | Lottando per l'Allegro        | 19 marzo 2019           | 20 novembre 2018 | 26 marzo 2019    |
| 23       | Una idea muy especial           | Salviamo l'Allegro!           | 20 marzo 2019           | 21 novembre 2018 | 27 marzo 2019    |
| 24       | Unidos por el Allegro           | Uniti per l'Allegro           | 21 marzo 2019           | 22 novembre 2018 | 28 marzo 2019    |
| 25       | Catching Fire                   | L'allegro non chiuderà        | 22 marzo 2019           | 23 novembre 2018 | 29 marzo 2019    |
| 26       | Still                           | Incomprensioni                | 25 marzo 2019           | 26 novembre 2018 | 10 giugno 2019   |
| 27       | Una cosa cambia todo            | Una cosa cambia tutto         | 26 marzo 2019           | 27 novembre 2018 | 11 giugno 2019   |
| 28       | No hay vuelta atrás             | Aria di crisi                 | 27 marzo 2019           | 28 novembre 2018 | 12 giugno 2019   |
| 29       | Siempre para frente             | Una sorpresa per Tina         | 28 marzo 2019           | 29 novembre 2018 | 13 giugno 2019   |
| 30       | Moving On                       | Lasciarsi                     | 29 marzo 2019           | 30 novembre 2018 | 14 giugno 2019   |
| 31       | La clave es ser fiel a sí mismo | La chiave della felicità      | 1º aprile 2019          | 3 dicembre 2018  | 17 giugno 2019   |
| 32       | Uno por todos y todos por uno   | Cuori infranti                | 2 aprile 2019           | 4 dicembre 2018  | 18 giugno 2019   |
| 33       | Una invitada especial           | Un'ospite speciale            | 3 aprile 2019           | 5 dicembre 2018  | 19 giugno 2019   |
| 34       | Sorpresas en el tour de los DAK | Sorpresa!                     | 4 aprile 2019           | 6 dicembre 2018  | 20 giugno 2019   |
| Speciale | Kally's Mashup: Playlist 3.0    | Kally's Mashup: Playlist 3.0  | 4 aprile 2019           | 6 dicembre 2018  | 14 giugno 2019   |
| 35       | La vida con amigas              | Restare amici                 | 5 aprile 2019           | 7 dicembre 2018  | 21 giugno 2019   |
| 36       | Fiesta en el Allegro            | Pene d'amore                  | 8 aprile 2019           | 10 dicembre 2018 | 24 giugno 2019   |
| 37       | ¿Algo más que una amistad?      | Una proposta inaspettata      | 9 aprile 2019           | 11 dicembre 2018 | 25 giugno 2019   |
| 38       | Sin vuelta atrás                | Senza rimorsi                 | 10 aprile 2019          | 12 dicembre 2018 | 26 giugno 2019   |
| 39       | Mentiras peligrosas             | Benvenuta Katy                | 11 aprile 2019          | 13 dicembre 2018 | 27 giugno 2019   |
| 40       | Todavía me siento igual         | C'è amore nell'aria           | 12 aprile 2019          | 14 dicembre 2018 | 28 giugno 2019   |
| 41       | Todos unidos                    | Un gruppo unito               | 15 aprile 2019          | 17 dicembre 2018 | 1º luglio 2019   |
| 42       | Un amigo especial               | Indagini in corso             | 16 aprile 2019          | 18 dicembre 2018 | 2 luglio 2019    |
| 43       | Correr detrás de su sueño       | Basta lottare                 | 17 aprile 2019          | 19 dicembre 2018 | 3 luglio 2019    |
| 44       | Atrápame si es capaz            | Pannocchie e professori       | 18 aprile 2019          | 20 dicembre 2018 | 4 luglio 2019    |
| 45       | Dally para siempre              | Una ragazza da sogno          | 19 aprile 2019          | 21 dicembre 2018 | 5 luglio 2019    |
| Speciale | Kally's Mashup En Concierto     | Speciale: In concerto         | 20 aprile 2019          | 22 dicembre 2018 | 5 luglio 2019    |

## La chiave di sol
- Titolo originale: Clave de sol

### Trama
Kally e Dante festeggiano un mese di frequentazione. Gloria dice a Kally che a causa sua l'Allegro rischia di perdere la chiave di violino classica, che premia l'eccellenza nei conservatori, perché ha cantato come Mica635 durante il Premio Rivelazione. La commissione di valutazione assegna il Premio Rivelazione quel giorno.

## È tempo di cambiare
- Titolo originale: El grupo de Kally

### Trama
Gli studenti di Allegro ora possono prendere lezioni di musica contemporanea. Il direttore, che non vede di buon occhio questa novità, si dimette e viene sostituito dalla professoressa Abrankausen, con grande dispiacere di Skyler che ambiva alla posizione. Il signor Watemberg, il fondatore d'Allegro, incarica Kally di mettere insieme una squadra che gareggerà per la chiave di violino contemporanea.

## Guerra tra spie
- Titolo originale: Cold Open

### Trama
TBA

## L'innocenza di Gloria
- Titolo originale: Una propuesta especial

### Trama
Laia cerca di convincere Gloria a farle da spia Allegro, ma Gloria rifiuta. Kally e le sue amiche vorrebbero che lei tornasse nel gruppo di musica contemporanea, così come Skyler e Séraphin. Gloria accetta a una condizione: che suo padre e suo zio consegnino una lettera destinata a Kally e le sue amiche. Dante è così deluso dal fatto che Dismidio voglia firmare il contratto solo con lui e non con Alex e Kevin, che perde persino il gusto per la musica.

## Una canzone per Kally e Dante
- Titolo originale: What it feels like

### Trama
Flora, la presidente del fan club dei DAK, trova loro un'intervista alla radio. Gloria esige che le scuse siano pubblicate sul blog di Stéfi. Qualcuno pubblica messaggi molto negativi sulla pagina di Mica635 e gli iscritti la lasciano. Grazie ad un'amica di Charly, Tina scopre che è Laia che si nasconde dietro quell'account. Vedendo la preoccupazione di Kally per la partenza dei suoi iscritti, Dante pubblica una nuova canzone che riscuote un enorme successo. Tommy finisce per decidere di andare in tournée con suo padre.

## L'appuntamento
- Titolo originale: Audición interna del Alegro

### Trama
Kally e i DAK devono incontrare Santoyo, il produttore di BackPack. Ma Alex deve partecipare a un torneo di calcio e Kally si ritrova a rilasciare un'intervista esclusiva a Stefi che ha perso un abbonato al suo canale. La Abrankhausen e Séraphin convocano Mara, Marco e Gloria. Gli studenti dovranno sceglierne due che diventeranno la giuria dell'audizione interna tra Kally e Cindy.

## Troppo da fare
- Titolo originale: Rumores en Alegro

### Trama
Dante non può fare a meno di risentirsi con Kally per aver mancato l'incontro con Santoyo. Andy sente la Abrankhausen dire a Séraphin che il signor Watemberg vuole chiudere Allegro se non vincono la Chiave di Sol Contemporanea. All'Allegro arriva una nuova insegnante: Julia Ferro, un insegnante di danza. Kally inizia con il piede sbagliato arrivando in ritardo alla lezione.

## Troppi impegni da fare
- Titolo originale: Desafío musical

### Trama
Andy convince Kally a mollare tutto per guidare il gruppo di musica contemporanea. Alex e Kevin accettano il duello di gruppo lanciato da Laia e confermano la partecipazione di Kally. Quando Dante lo scopre, si arrabbia. Insieme Tina fa di tutto perché Kally non lo scopra ed escogita un piano per far sì che Kally sia presente durante la sfida di gruppo, senza essere lì davvero.

## Competizione sleale
- Titolo originale: Kally vs. Cindy

### Trama
Kally deve fare un'audizione per diventare la cantante che rappresenterà Allegro alla Chiave di Sol Contemporanea ma Laia ed Emma sono pronte a ostacolarla. Tina ha paura che Flora sia troppo interessata a Kevin. Stéfi, per quanto riguarda per lei, ha difficoltà ad ammettere la sua attrazione per Evaristo.

## Le scarpe strette
- Titolo originale: Go

### Trama
Il provino di Kally va male dato che non può ballare perché le sue scarpe sono state sostituite con delle scarpe troppo piccole da Laia ed Emma. È quindi Cindy ad essere designata leader del gruppo di musica contemporanea, ma lei rifiuta il titolo per correttezza verso Kally. Viene immediatamente organizzata una seconda sessione di audizioni. Alex nasconde a Kevin e Dante che gioca a calcio.

## La tua musica è il mio sogno
- Titolo originale: Su música es mi sueño

### Trama
Dante e Kally discutono. Dante la critica per non averlo sostenuto nel suo sogno. Santoyo chiede a Kally di abbandonare la musica classica, ma lei rifiuta. Dante si chiede se continuerà a lavorare con il DAK dopo la delusione con Kally. Stéfi indaga su Marco e unisce le forze con Cindy per dimostrare che è stata Laia a cambiare le scarpe di Kally. Séraphin annuncia che il primo avversario dell'Allegro è l'Evolution e sta per annunciare la canzone che è stata scelta per la presentazione.

## Rivelazioni
- Titolo originale: Revelación

### Trama
Il primo mashup di Kally viene scelto per la prima prova della Chiave di Sol Contemporanea. Cindy si oppone a questa scelta e pensa di lasciare il gruppo e rivela anche a Gloria di avere un debole per Andy. Gloria così chiede a Stéfi di spiarli. Santoyo informa Dante che ha novità da annunciare ai DAK riguardo al futuro del gruppo. Skyler assume un elettricista per sabotare le lampadine che Charly deve riparare nell'auditorium. Cindy accusa Laia di aver filmato le loro prove.

## Messaggi misteriosi
- Titolo originale: Mensajes misteriosos

### Trama
Kally e Tina stavano per smascherare Marco, ma Laia li ha individuati in tempo. Tutti cercano di scoprire chi sia l'infiltrato. Charly rompe accidentalmente il termostato della veranda, che rimane bloccato a -6° poche ore prima dell'arrivo dell'ispettore. Skyler tenta di sabotare le strutture di Allegro, ma Gloria lo ferma in tempo. Alex si destreggia tra musica e calcio, ma viene smascherato da Tina e Caterina che lo spingono a dire la verità ai suoi amici. Andy riceve misteriose cartoline anonime e una visita inaspettata.

## Un ritorno inaspettato
- Titolo originale: Vuelta enesperada

### Trama
Lucy è tornata da Vienna senza averlo ai suoi amici e Andy è il primo ad incontrarla. Lucy è molto felice di rivederlo, ma Andy è ancorapreoccupato per i messaggi che riceve da un misterioso sconosciuto. Lui ed Evaristo guidano le indagini. Tina si avvicina a César grazie a Rocky.

## Il temporale
- Titolo originale: Después de bailar

### Trama
TBA

## La grande occasione
- Titolo originale: Una solución complicada

## Un cambio di piano
- Titolo originale: Cambio de planes

## L'amico immaginario
- Titolo originale: Un paseo divertido

## Una sorpresa per Kally
- Titolo originale: Un éxito inesperado

## Il regalo di Pablo
- Titolo originale: La batalla

## Troppo da fare
- Titolo originale: Dally

## Lottando per l'Allegro
- Titolo originale: Luchando por el Alegro

### Trama
Kally e Dante suggeriscono a Santoyo che loro due suonino al posto di DAK e Santoyo è d'accordo. Poiché Kevin non è presente, chiedono a Bruno di sostituirlo alla tastiera. Gloria fa un'audizione per far parte dell'orchestra junior di Van Brincken. Evaristo chiede ad Andy di allontanarsi da Gloria in modo che lui potesse avvicinarsi a lei. Kally propone ai suoi amici un piano per salvare Allegro, mentre Ruppert annuncia pubblicamente che l'Evolution si espanderà e che intende recuperare gli studenti dell'Allegro a lungo termine.

## Salviamo l'Allegro!
- Titolo originale: Una idea muy especial

### Trama
Evaristo decide finalmente di fare il grande passo e confessare i suoi sentimenti a Gloria in un video che inserisce su una chiavetta USB ma lo trasmette per errore davanti a tutti gli studenti! Tutti stanno preparando l'evento per evitare la chiusura del Conservatorio.

## Uniti per l'Allegro
- Titolo originale: Unidos por el Alegro

### Trama
Kally vuole riunire le sezioni classica e contemporanea e cantare davanti a Watemberg e cerca di convincere Gloria a fare un patto con Marco per evitare che Allegro chiuda. Kally offre a Dante il testo di una canzone che avevano iniziato insieme e Santoyo riesce a convincere Dante a comporre la musica e un video musicale per sorprendere Kally. Rufus organizza una piccola gara automobilistica ma un ispettore minaccia di chiudere il Music Shake per l'inquinamento acustico.

## L'Allegro non chiuderà
- Titolo originale: Catching Fire

### Trama
Gli studenti dell'Allegro si stanno preparando per la loro presentazione a sorpresa davanti a Watemberg! Solo Cindy resta nell'angolo perché ha intenzione di iscriversi ad Evolution. Dante e i DAK girano il loro video musicale grazie a Santoyo che però non dice loro che un'attrice avrebbe interpretato il ruolo di Kally né che avrebbe usato la canzone Catching Fire senza avvisarli.

## Incomprensioni
- Titolo originale: Still

## Una cosa cambia tutto
- Titolo originale: Una cosa cambia todo

## Aria di crisi
- Titolo originale: No hay vuelta atrás

## Una sorpresa per Tina
- Titolo originale: Siempre para frente

## Lasciarsi
- Titolo originale: Moving On

## La chiave della felicità
- Titolo originale: La clave de ser fiel a sí mismo

## Cuori infranti
- Titolo originale: Uno por todos y todos por uno

## Un ospite speciale
- Titolo originale: Una invitada especial

## Restare amici
- Titolo originale: La vida con amigas

## Pene d'amore
- Titolo originale: Fiesta en el Alegro

## Una proposta inaspettata
- Titolo originale: ¿Algo más que una amistad?

## Senza rimorsi
- Titolo originale: Sin vuelta atrás

## Benvenuta Kally
- Titolo originale: Mentiras peligrosas

## C'è amore nell'aria
- Titolo originale: Todava me siento igual

## Un gruppo unito
- Titolo originale: Todos unidos

## Indagini in corso
- Titolo originale: Un amigo especial

## Basta lottare
- Titolo originale: Correr detrás de su sueño

## Pannocchie e professori
- Titolo originale: Atrápame si es capaz

## Una ragazza da sogno
- Titolo originale: Dally para siempre